# Statuto di Roma
Lo Statuto di Roma della Corte penale internazionale, chiamato anche Statuto della Corte penale internazionale o Statuto di Roma, è il trattato internazionale istitutivo della Corte penale internazionale. Definisce i principi fondamentali, la giurisdizione, la composizione e le funzioni degli organi dell'organizzazione internazionale, nonché i rapporti con le Nazioni Unite, con le organizzazioni intergovernative, internazionali e non governative, l'istituzione e le funzioni dell'Assemblea degli Stati Parte.

## Storia
Lo Statuto della Corte penale internazionale, firmato nel 1998, entrato in vigore nel 2002 e modificato nel 2010, è il prodotto di una lunga serie di tentativi per la costituzione di un tribunale sovranazionale.

### Antefatti
Già alla fine del XIX secolo furono mossi dei passi verso l'istituzione di corti permanenti con giurisdizione sovranazionale. Con le Conferenze internazionali per la pace dell'Aia i rappresentanti delle grandi potenze mondiali tentarono di armonizzare il diritto bellico, e di porre delle limitazioni all'uso delle armi tecnologicamente avanzate.
Il trattato di Versailles (1919) dichiarò responsabile il Reich germanico e i suoi alleati per tutti i danni causati dal conflitto, e accusò l'imperatore Guglielmo II di offesa alla morale internazionale e all'autorità dei trattati.
Tuttavia, fu solo in seguito ai crimini e alle atrocità perpetrati durante la seconda guerra mondiale che si pervenne all'istituzione, nel 1945 e 1946, dei Tribunali internazionali di Norimberga e di Tokyo: l'urgenza per la creazione di organismi sovranazionali, in grado di garantire e tutelare la pace mondiale, si fece sempre più pressante. Anche per riaffermare i principi di civiltà democratica, i presunti responsabili dei crimini perpetrati non vennero trucidati in piazza, o trattenuti in campi di prigionia, ma furono condannati con regolare processo, possibilità di difesa, in base al principio della presunzione di innocenza.
In seguito ai processi di Norimberga vennero siglati alcuni importanti trattati e convenzioni che avrebbero portato alla stesura dello Statuto di Roma.
Con la risoluzione n. 260 del 9 dicembre 1948 dell'Assemblea generale delle Nazioni Unite - nel propugnare la stipula della Convenzione per la prevenzione e punizione del crimine di genocidio - stabilì un primo passo verso un tribunale internazionale penale permanente con giurisdizione su crimini la cui definizione non era stata ancora regolata da trattati internazionali. Nella risoluzione veniva infatti auspicato uno sforzo da parte della Commissione legale internazionale dell'ONU a tal proposito. L'Assemblea Generale, in seguito alle considerazioni espresse dalla Commissione, istituì un comitato per presentare una bozza di statuto e studiare le questioni giuridiche collegate. Nel 1951 fu presentata una prima bozza e nel 1953 una seconda. Si preferì comunque rallentare i lavori per il tribunale permanente, ufficialmente perché non fu trovato un accordo unanime sulla definizione di crimine di aggressione, ma probabilmente ciò avvenne anche per le tensioni geopolitiche causate dalla guerra fredda.
Nel dicembre 1989, Trinidad e Tobago chiese all'Assemblea generale di riaprire il dibattito sull'istituzione di un tribunale penale internazionale permanente e nel 1994 presentò una bozza di Statuto (draft Statute) all'Assemblea Generale, che costituì un Comitato ad hoc per la Corte penale internazionale e, successivamente alle considerazioni espresse, un Comitato preparatorio (1996-1998).
Nel frattempo, le Nazioni Unite istituirono dei tribunali ad hoc per la ex Jugoslavia (ICTY) e per il Ruanda (ICTR) i cui statuti, e successive modifiche dovute anche a questioni sorte in fase dibattimentale e predibattimentale dei processi, presentano numerose similitudini con lo Statuto di Roma.

### La conferenza di Roma
Durante la cinquantaduesima sessione l'Assemblea generale decise di convocare una conferenza diplomatica dei plenipotenziari per la creazione della Corte penale internazionale che si svolse a Roma dal 15 giugno al 17 luglio 1998 per definire la convenzione, sotto la presidenza del professore Giovanni Conso.
La conferenza ebbe luogo nel Palazzo FAO all'Aventino, ma il costo – di circa sei miliardi di lire – fu sostenuto dal governo italiano. Una cinquantina di Stati si era attestata su una sorda resistenza, ma nell'ultima settimana una mobilitazione di organizzazioni civili culminò in una fiaccolata (guidata dal presidente del consiglio Romano Prodi e dal sindaco di Roma Francesco Rutelli) che dal Campidoglio giunse al Circo Massimo per consegnare al rappresentante del segretario generale dell'ONU (Hans Corell) la petizione per una conclusione positiva della conferenza.
Questa avvenne all'Aventino con l'approvazione del testo da parte del comitato dell'Assemblea, nella notte del 17 luglio 1998, seguita dalla votazione dell'Assemblea in sede plenaria: risultarono i voti favorevoli di 120 stati, contro sette voti contrari e ventuno astensioni.
La conseguente sua apertura alla firma avvenne il 18 luglio 1998 nella sala della Protomoteca del Campidoglio di Roma.
Lo Statuto è entrato in vigore dal 1º luglio 2002, dopo la sessantesima ratifica.

## Contenuto e struttura
Lo Statuto di Roma è suddiviso in un preambolo, tredici capitoli e annessi.

### Preambolo
Vengono definiti i principi ispiratori dello Statuto.

### Capitolo primo. Istituzione della Corte
Dall'articolo 1 al 4 definisce i principi generali di esistenza della CPI, la sede, i rapporti con le Nazioni Unite e gli aspetti concernenti lo status giuridico della Corte.

### Capitolo secondo. Giurisdizione, procedibilità e normativa applicabile
Composto dagli articoli 5- 21 in cui sono definite le competenze della CPI e le condizioni di procedibilità in giudizio e i crimini che ricadono nella giurisdizione della Corte. Nella versione finale l'articolo 8 seleziona i seguenti elements of Crimes, rispetto ai quali l'Assemblea degli Stati-parte ha un potere di ulteriore determinazione nell'ambito del diritto internazionale penale:
- Crimini di guerra. Si tratta dei comportamenti tenuti dagli Stati o da loro agenti, o da altri soggetti di diritto internazionale, in violazione delle norme che disciplinano l'uso della forza nei conflitti armati. Tale categoria incide su una materia abbondantemente normata dal diritto pattizio (dalle convenzioni dell'Aia a quelle di Ginevra), nella quale però è ancora incerto quale sia l'ambito entro cui le norme convenzionali sono meramente ricognitive di consuetudini internazionali (e, al loro interno, di diritto cogente) e quanto invece sia obbligo vincolante solo tra gli Stati parte della convenzione. Ad esempio, le convenzioni di Ginevra del 1949 (e vieppiù i protocolli addizionali del 1997) proclamano un «contenuto minimo» vincolante anche per i conflitti interni ai singoli Stati (il che implica restrizioni nell'esercizio della sovranità ma anche nella risposta offerta dai partiti insurrezionali): se non fossimo in presenza di norma consuetudinaria codificata (in quanto non accolta dalla generalità della comunità internazionale), questo sarebbe un vincolo pattizio solo per gli Stati parte, e, in quanto mero delitto internazionale, non sarebbe deducibile dinanzi ad una giurisdizione universale, bensì solo all'eventuale sede giurisdizionale riconosciuta dalla convenzione con apposita clausola compromissoria. Un eventuale variabile sono poi le norme di diritto interno che i singoli Stati parte potrebbero aver emanato (e molti lo hanno fatto: vedansi le nuove fattispecie introdotte nel codice penale militare di guerra italiano) per dare esecuzione agli impegni assunti a livello pattizio: esse rendono perseguibile il crimine anche direttamente da parte dello Stato cui appartiene l'agente, in virtù di una giurisdizione di diritto penale internazionale che, se offre garanzie di serietà ed efficacia, è ammessa dal diritto internazionale (che anzi la incentiva, come dimostra il principio di sussidiarietà proclamato nello statuto della Corte penale internazionale)[13]. Facendo esplicito riferimento alle norme delle Convenzioni e dei Protocolli di Ginevra che definiscono le "infrazioni gravi" - ai sensi dell'articolo 50 della I Convenzione di Ginevra del 1949, dell'articolo 51 della II Convenzione di Ginevra del 1949, dell'articolo 130 della III Convenzione di Ginevra del 1949, dell'articolo 147 della IV Convenzione di Ginevra del 1949, e degli articoli 11 ed 85 del I Protocollo addizionale del 1977 - possono dirsi proscritti i seguenti atti se compiuti contro persone o beni tutelati (in connessione con conflitti armati)[14]: omicidio intenzionale; tortura o trattamento inumano, compresi esperimenti biologici; causazioni intenzionali di grandi sofferenze; attentati gravi all'integrità fisica o alla salute; omissioni volontarie che mettano a grave repentaglio l'integrità fisica o mentale di una persona; deportazioni o trasferimenti illegali di tutta o parte della popolazione civile dei territori occupati; trasferimenti di una parte della propria popolazione civile nel territorio occupato; detenzioni illegali; costrizione a servire nelle forze armate del nemico; privazione del diritto ad essere giudicato regolarmente ed imparzialmente (ai sensi dell'articolo 75 del I Protocollo addizionale del 1977, la procedura giudiziaria nei confronti della popolazione del territorio occupato deve garantire l'informazione tempestiva e dettagliata sull'addebito imputato, il principio d'irretroattività, la presunzione d'innocenza, l'assenza di costrizioni volte ad ottenere confessioni, il giudizio in presenza dell'imputato ed in linea di principio pubblico, il ne bis in idem ed il riconoscimento dei diritti di difesa); presa d'ostaggi; distruzione od appropriazione di beni non giustificata da necessità militari ed eseguita su grande scala con modalità illecite ed arbitrarie; atti intenzionali a seguito dei quali derivi la morte o siano causati gravi attentati all'integrità fisica o alla salute; attacchi contro la popolazione civile, i civili o i loro beni; attacchi lanciati indiscriminatamente o con mezzi ed installazioni dotate di forza così pericolosa da causare perdite di vite umane o ferimenti di civili o danni ai loro beni, giudicati sproporzionati ed eccessivi rispetto al diretto vantaggio militare in concreto atteso; attacchi a località non difese ed a zone smilitarizzate; attacchi a persone riconosciute estranee ai combattimenti, come soggetti dotati si segni di protezione riconosciuti (croce rossa, mezzaluna rossa, ecc.); ritardi ingiustificati nel rimpatrio dei prigionieri di guerra o dei civili; pratiche discriminatorie nei confronti dei prigionieri o delle popolazioni occupate; attacchi diretti contro beni culturali chiaramente riconosciuti.
- Crimini contro l'umanità. Con l'importante eccezione del crimine di genocidio – definito come «l'atto commesso nell'intento di distruggere in tutto o in parte un gruppo nazionale, etnico, razziale o religioso» (Convenzione del 1948 per la repressione del genocidio) – si tratta dell'ambito sul quale più si esplica il diritto internazionale penale. Non solo per il genocidio la norma sulla repressione è entrata nei singoli ordinamenti degli Stati parte (e ne consacra la giurisdizione, anche se scissa dal principio di territorialità); essa è anche l'unica norma che con certezza è entrata a far parte del diritto consuetudinario (e della sua qualificata parte definita diritto cogente), per cui il divieto vincola anche gli Stati non firmatari della convenzione e la relativa giurisdizione può dirsi con certezza universale. Per tutto ciò che non è genocidio, vi è grande incertezza. La difficoltà ermeneutica deriva dal fatto che non su tutte le altre violazioni di diritti umani, consacrate in strumenti pattizi internazionali, è maturata una consuetudine internazionale incriminatrice, tanto meno di tipo giurisdizionale: si tratta spesso di meri delitti internazionali, cioè inadempimenti di obblighi pattizi che non sono idonei a scindere la responsabilità dello Stato inadempiente da quella del soggetto agente. Lo Stato estero che pretendesse di perseguire tali fatti dinanzi ai suoi tribunali si presterebbe all'opposizione dell'eccezione di immunità fondata sulla funzione svolta: quest'ultima, in virtù del nesso di immedesimazione tra l'organo e lo Stato da lui impersonificato, esprime il principio par in parem non habet iurisdictionem, il quale – in conformità al principio di sovrana uguaglianza tra gli Stati, di cui all'articolo 2 par. 1 della Carta delle Nazioni Unite – comporta che uno Stato non possa esercitare la sua autorità sul territorio di altro Stato. La strada più corretta, per il diritto internazionale classico, sarebbe quella di rivolgersi allo Stato inadempiente (cioè ai suoi organi diplomatici e/o giurisdizionali), o in via subordinata ad un meccanismo arbitrale (oppure valendosi di una clausola compromissoria, in caso di convenzioni che leghino lo Stato inadempiente ad un sistema sovranazionale di salvaguardia dei diritti umani). Ma, al di là dei diritti, la prassi internazionale ormai riconosce l'esistenza anche di crimini internazionali contro l'umanità: sono importanti «indizi» in tal senso le convenzioni siglate da buona parte degli Stati, come quella sulla tortura o contro l'apartheid. Pur essendo finalmente disciplinati in un'apposita elencazione all'articolo 7 dello statuto della Corte penale internazionale , tali reati hanno sofferto per decenni di un'indeterminatezza definitoria che rendeva agevole per gli imputati eccepire la violazione del principio nullum crimen sine lege. Per questo motivo, laddove la legge nazionale non ha espressamente disciplinato i crimini contro l'umanità, i giudici nazionali hanno preferito rivolgersi a fattispecie giudicate « più solide » di quelle consuetudinarie, come quelle previste da norme penali interne di fonte pattizia (ad esempio, la convenzione del 1984 sulla tortura, dalla quale i Law Lords inglesi ritennero di ricavare il principio della giurisdizione universale nel caso Pinochet).

In questo capitolo sono anche definite a grandi linee le procedure per l'inizio e la sospensione di un'indagine, e la procedibilità. Viene inoltre definito il principio ne bis in idem specificando che, seppur sussista il principio su un piano generale, esso non può essere preso in considerazione nel caso in cui si verifichi una delle due condizioni di esistenza della giurisdizionalità sovranazionale della Corte. In altre parole, la Corte può intervenire quando uno stato non ha le capacità o la volontà di processare i presunti responsabili dei crimini che ricadono nella giurisdizione sovranazionale della CPI. Se la Corte ha prove sufficienti per ritenere che, nonostante la formale condanna di un tribunale nazionale, non vi sia stato un giusto processo e che quindi i responsabili effettivi non siano ancora stati processati, lo Statuto prevede che la Corte possa comunque intervenire. Questo per evitare che individui responsabili di gravi crimini, quali ad esempio capi di Stato o di governo o alte cariche militari e politiche, considerati responsabili individualmente dei gravi crimini previsti dallo Statuto possano sottrarsi alla giurisdizione della Corte. Pertanto, vista la natura dei crimini, una delle due condizioni (volontà e capacità), in base a quanto previsto dallo Statuto di Roma, è più forte del principio del ne bis in idem. La competenza della Corte non è retroattiva.

### Capitolo terzo. Principi generali del diritto penale
Dall'articolo 22 all'articolo 33, nel terzo capitolo vengono definiti i principi generali del diritto penale, traslati per comprendere la natura sovrazionale della Corte in base all'entità dei crimini su cui la CPI esercita giurisdizione, e ribadite le basi del diritto moderno, Nullum crimen, nulla poena sine praevia lege poenali.
Vengono recepite anche le deroghe dovute alla estrema gravità di certi reati, come l'imprescrittibilità dei crimini di guerra e contro l'umanità che, precedentemente, era stabilita soltanto da uno strumento pattizio ratificato da appena 55 Paesi; pertanto, a decorrere dall'entrata in vigore dello Statuto di Roma, questi crimini non sono sottoposti a prescrizione per tutta la ben più ampia platea degli Stati parte, oltre ad essere indizio assai significativo della maturazione di una consuetudine internazionale al riguardo.
Nel terzo capitolo viene inoltre definito uno dei pilastri dello Statuto di Roma: la responsabilità individuale. Vista e considerata la natura dei crimini, non necessariamente la o le persone presunte responsabili coincidono con le persone che hanno materialmente agito per commettere il crimine oggetto di dibattimento. In altre parole, viene definita per legge una sorta di responsabilità superiore di coloro i quali hanno architettato e agito per il sovvertimento dello stato di diritto in un determinato paese al fine di commettere, o più spesso far commettere ad altri, i crimini su cui la CPI ha giurisdizione. Questo è un principio di fondamentale importanza, in quanto stabilisce che un individuo potrebbe essere considerato criminalmente responsabile delle atrocità punite dallo Statuto, e quindi rischiare il carcere a vita, pur non avendo mai alzato un dito contro un'altra persona, o aver commesso crimini punibili dal diritto ordinario e quindi non di stretta competenza della Corte, se però viene dimostrata l'esistenza della linea gerarchica per la quale il sospettato avrebbe ordinato l'esecuzione dei crimini puniti dallo Statuto di Roma.

### Capitolo quarto. Composizione ed amministrazione della Corte

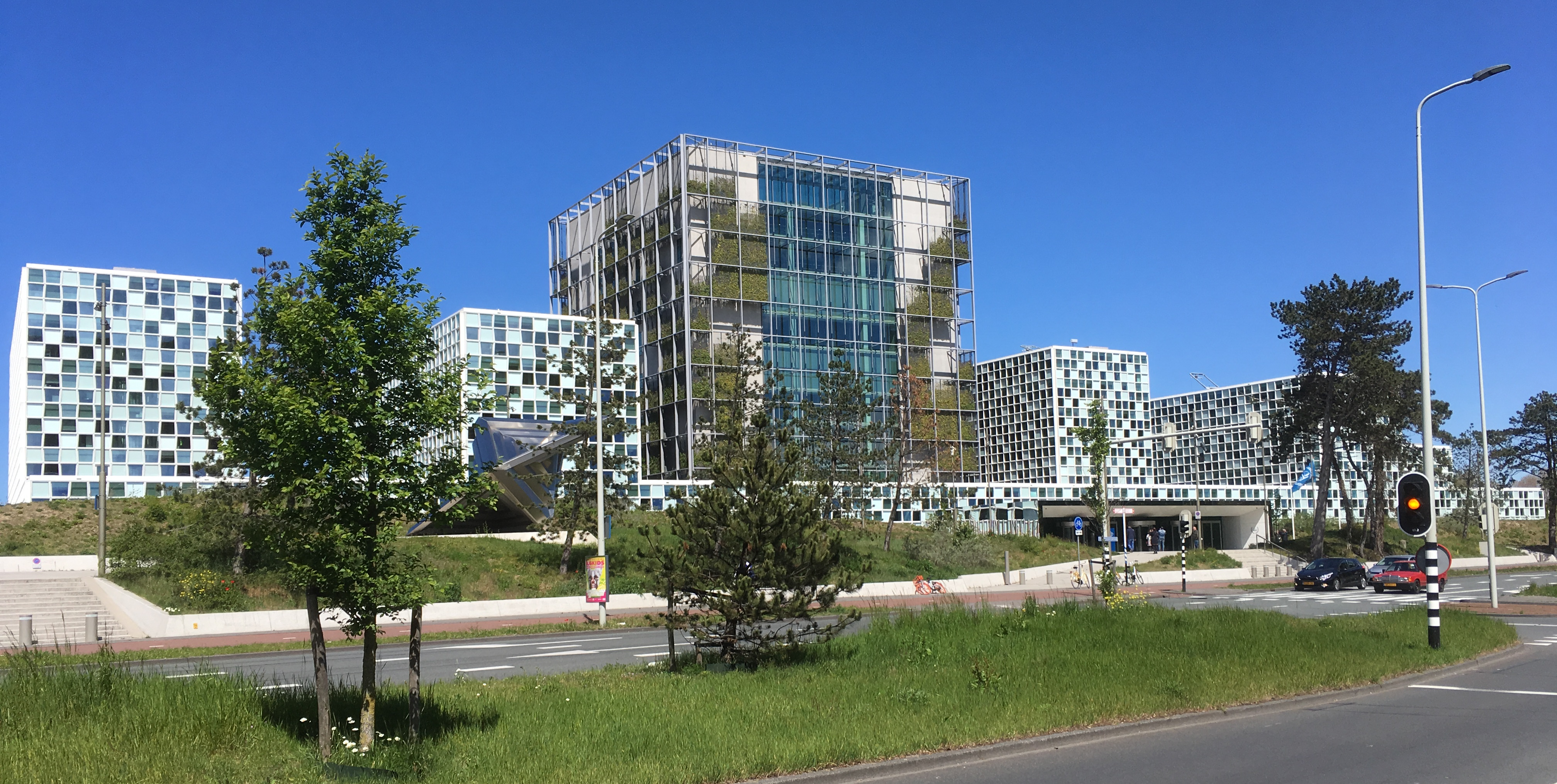
Sede centrale della Corte penale internazionale, L'Aia (Paesi Bassi)

In questo capitolo si definiscono gli aspetti formali dell'organizzazione internazionale. Si definiscono le funzioni degli organi della CPI, evidenziando l'indipendenza dei giudici e le distinzioni tra Presidenza, Sezioni e Camere, Ufficio del Procuratore, Ufficio di Cancelleria, nonché gli aspetti più burocratici, quali ad esempio le sei lingue ufficiali (arabo, cinese, francese, inglese, spagnolo, russo) e le due di lavoro (francese e inglese) o i privilegi e le immunità. Si accenna anche alle linee generali per la definizione delle regole procedurali e di ammissibilità delle prove e a molte delle questioni che verranno definite più estesamente nei codici di procedura (Rules of Procedure and Evidences) e nei codici di regolamento interno.

### Capitolo quinto. Indagine ed esercizio dell'azione penale
In questo capitolo, articoli 53-61, vengono definite a grandi linee le procedure per l'inizio di un'indagine giudiziaria, chiariti gli ambiti di azione del Procuratore capo e dell'Ufficio del Procuratore, il ruolo, le funzioni e i poteri della Camera Preliminare d'Indagine (Pre Trial Chambers), le procedure per l'arresto, la detenzione preventiva, la procedura iniziale e la convalida delle accuse. Vengono altresì esposte le questioni relative ai diritti delle persone, con riferimento ovviamente non soltanto agli imputati, durante le indagini. In poche parole viene evidenziato che l'Ufficio del Procuratore può iniziare le indagini proprio motu, su segnalazione di uno stato parte, o dietro segnalazione del Consiglio di Sicurezza delle Nazioni Unite. La Camera Preliminare interviene nei differenti casi per deliberare sull'ammissibilità dell'indagine; per determinare se vi sono o meno elementi sufficienti per iniziare un'indagine della CPI su una determinata situazione (situation), principalmente in base a criteri di giurisdizionalità, e, una volta deliberato sull'opportunità o meno di iniziare l'indagine, esaminare preliminarmente i primi risultati delle indagini e quella che potrebbe essere definita la prima bozza di tesi accusatoria. La relazione tra l'Ufficio del Procuratore e la Camera Preliminare è molto ben delineata e anche molto importante, si snoda nella forma di un dialogo alla base del principio stesso del giusto processo.

### Capitolo sesto. Il processo
Composto dagli articoli 62-76, vengono definiti i punti basilari attinenti al processo, i diritti degli imputati ad un giusto processo e le regole di comportamento in aula. Nel capitolo sesto viene inoltre definito un principio di fondamentale importanza per il diritto penale internazionale: il riconoscimento delle vittime dei gravi crimini ricadenti nella giurisdizione della CPI quali parti integranti del processo per le quali vengono previste delle forme di risarcimento, elemento non previsto negli Statuti dei tribunali ad hoc per la ex Jugoslavia e per il Ruanda.

### Capitolo settimo. Pene
In relazione ai crimini disciplinati dallo Statuto, la Corte può condannare alla pena della reclusione per un periodo di tempo determinato non superiore nel massimo a trenta anni oppure all'ergastolo, se tale pena è giustificata dall'estrema gravità del crimine e dalla situazione personale del condannato (art. 77 dello Statuto).

### Capitolo ottavo. Appello e revisione
Sono previste procedure d'appello (artt. 81 ss.) e di revisione della condanna o della pena (art. 84).

### Capitolo nono. Cooperazione internazionale e assistenza giudiziaria
Negli articoli 86->102 vengono definiti i criteri generali della cooperazione internazionale e dell'assistenza giudiziaria tra gli Stati e la CPI e le relazioni con organismi internazionali - quali l'Interpol - e con altri strumenti pattizi.

### Capitolo decimo. Esecuzione
Le pene detentive sono scontate in uno Stato designato dalla Corte, da una lista di Stati che hanno informato la Corte della loro disponibilità a ricevere persone condannate. La Corte può decidere in qualsiasi momento di trasferire il condannato nella prigione di 
un altro Stato. La pena detentiva é vincolante per tutti gli Stati Parte, che non possono in alcun caso modificarla. L'esecuzione di una pena di reclusione è soggetta al controllo della Corte, ma le condizioni di detenzione sono disciplinate dalla legislazione dello Stato incaricato 
dell'esecuzione. Gli Stati parti fanno eseguire le sanzioni pecuniarie e le misure di confisca ordinate 
dalla Corte, fatti salvi i diritti dei terzi in buona fede e secondo la procedura prevista dalla loro legislazione interna.
Se una persona condannata evade dal luogo di detenzione e fugge dallo Stato incaricato 
dell'esecuzione della pena, tale Stato può, dopo aver consultato la Corte, chiedere allo Stato 
in cui la persona si trova, la consegna di tale persone in applicazione di accordi bilaterali o 
multilaterali in vigore, oppure chiedere alla Corte di sollecitare la consegna allo Stato nel quale scontava la pena o ad altro Stato da essa designato.

### Capitolo undicesimo. Assemblea degli Stati Parte
Composto dall'articolo 112, definisce le linee generali del funzionamento e delle funzioni dell'Assemblea degli Stati Parte.

### Capitolo dodicesimo. Finanze
Negli articoli 113-117 vengono delineate in modo molto generale le questioni relative alle finanze della CPI, definite in dettaglio nel Regolamento finanziario e nelle Regole di gestione finanziaria, fornite da contributi degli Stati Parte, definiti in base al medesimo criterio 'per quote' dell'ONU, risorse finanziarie dalle Nazioni Unite subordinatamente all'approvazione dell'Assemblea generale, in modo particolare per quanto concerne le spese effettuate per le 'referrals' del Consiglio di sicurezza. La Corte può inoltre ricevere ed utilizzare a titolo di risorse supplementari i contributi volontari di Governi, Organizzazioni internazionali private, società ed altri enti in base ai criteri stabiliti in materia dall'Assemblea degli Stati Parte. I conti debbono poi essere rivisti annualmente da un revisore esterno ed imparziale.

### Capitolo tredicesimo. Clausole finali
Dagli articoli 119-128 e l'atto finale della Conferenza.
Il capitolo contiene la previsione transitoria dell’opting out, che consente in sede di ratifica allo Stato membro di dichiarare che non accetterà la giurisdizione della Corte sui crimini di guerra compiuti sul suo territorio o da suoi cittadini per un periodo di sette anni dalla ratifica. Il 26 novembre 2015 l'Assemblea degli Stati parte ha approvato un emendamento volto ad abrogare tale previsione ma, al momento, la proposta non ha ancora ricevuto alcuna ratifica.

### Annessi
- Annesso I Risoluzioni adottate dalla Conferenza diplomatica di plenipotenziari delle Nazioni Unite sull'istituzione di una Corte penale internazionale
- Annesso II Lista dei Paesi partecipanti alla Conferenza diplomatica dei plenipotenziari delle Nazioni Unite sull'istituzione di una Corte penale internazionale
- Annesso III Lista delle organizzazioni ed altri enti rappresentati alla Conferenza da un osservatore
- Annesso IV Lista delle organizzazioni non governative presenti alla Conferenza tramite osservatori